# Károly Bakos
Károly Bakos, né le 2 mars 1943 à Budapest, est un haltérophile hongrois.

## Palmarès

### Jeux olympiques
- Médaille d'argent en -75 kg aux Jeux de 1968 à Mexico (Mexique)[1]

### Championnats du monde
- Médaille d'argent en -82,5 kg aux Championnats du monde d'haltérophilie 1969 à Varsovie